# ریک سنتوروم
ریچارد جان سنتوروم (به انگلیسی: Richard John "Rick" Santorum) (زاده ۱۰ مه ۱۹۵۸ ویرجینیا)، سیاستمدار حزب جمهوری‌خواه ایالات متحده آمریکا است. سنتوروم یکی از نامزدهای انتخابات حزب جمهوری‌خواه ایالات متحده آمریکا برای انتخابات ریاست جمهوری سال ۲۰۱۲ این کشور بود.
ریک سنتوروم پیش از این سناتور مجلس سنای ایالات متحده آمریکا ما بین سال‌های ۱۹۹۵ تا ۲۰۰۷ بوده است. او بار دیگر برای کسب نامزدی حزب جمهوریخواه برای انتخابات ریاست جمهوری ۲۰۱۶ تلاش کرد و پس از عدم موفقیت کنار کشید.

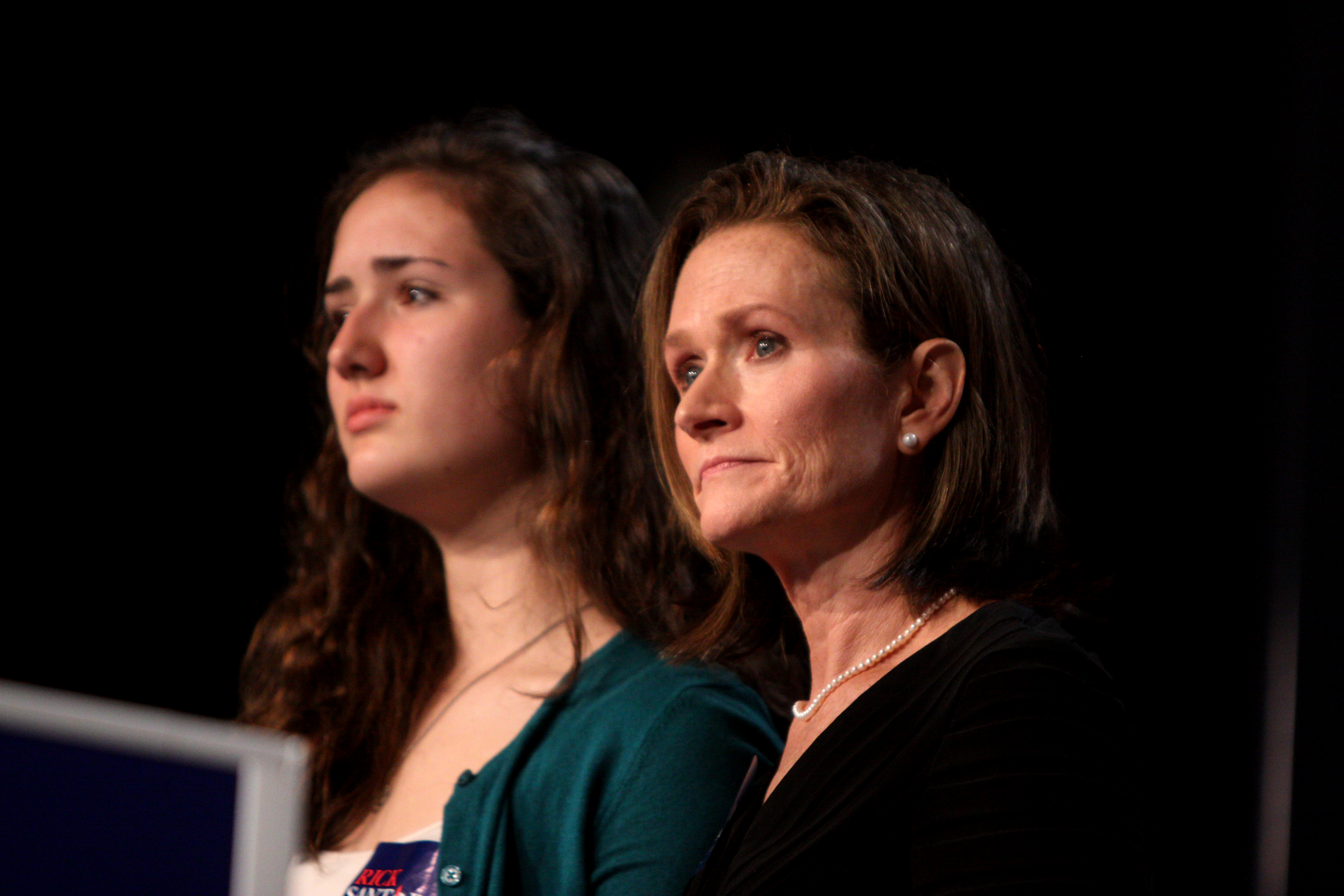
همسر و دختر سنتوروم

سنتوروم وقتی برای شرکت Kirkpatrick & Lockhart کاراموزان تابستانی استخدام می‌کرد با همسرش، کرن، که پرستار بود و در دانشگاه پیتسبرگ حقوق می‌خواند آشنا شد. این دو در ۱۹۹۰ ازدواج کردند و هفت فرزند زنده دارند.
در ۱۹۹۶، گابریل پسر ستنوروم پس از ۲۰ هفته بارداری نارس به دنیا آمد و دو ساعت بعد در بیمارستان درگذشت.
در ۲۰۰۸ کرن فرزند هشتمشان ایزابلا را به دنیا آورد که سندرم ادوارد برای وی تشخیص داده شد، که یک نارسایی ژنتیک است و پس از یک سالگی کودک فقط ۱۰٪ شانس زده ماندن دارد.
ثروت سنتوروم بین ۸۸۰ هزار و ۳ میلیون دلار تخمین زده می‌شود، که عمدتاً ناشی از پنج ملک اجاری پیرامون دانشگاه ایالتی پنسیلوانیا است.